# Zorra (singel Nebulossa)
Zorra – singel hiszpańskiego duetu muzycznego Nebulossa, wydany 15 grudnia 2023 roku. 3 lutego 2024 roku utwór zwyciężył w finale Benidorm Fest 2024 – hiszpańskich eliminacji do 68. Konkursu Piosenki Eurowizji, uzyskując tym samym prawo do reprezentowania kraju w tym wydarzeniu.

## Lista utworów
| Digital download / media strumieniowe | Digital download / media strumieniowe | Digital download / media strumieniowe |
| Nr                                    | Tytuł utworu                          | Długość                               |
| ------------------------------------- | ------------------------------------- | ------------------------------------- |
| 1.                                    | „Zorra”                               | 3:03                                  |